# 47-й моторизований корпус (Третій Рейх)
XXXXVII-й (47-й) моторизо́ваний ко́рпус (нім. XXXXVII. Armeekorps (mot.) — моторизований корпус Вермахту за часів Другої світової війни.

## Історія
XXXXVII-й моторизований корпус був сформований 25 листопада 1940 року шляхом перейменування 47-го армійського корпусу. 21 червня 1942 корпус переформований на 47-й танковий корпус.

## Райони бойових дій
- Німеччина (листопад 1940 — травень 1941)
- Польща (травень — червень 1941)
- Східний фронт (центральний напрямок) (червень 1941 — 21 червня 1942).

## Командування

### Командири
- генерал артилерії, з 4 липня 1941 генерал танкових військ Йоахім Лемелсен (нім. Joachim Lemelsen) (14 грудня 1940 — 21 червня 1942).

## Бойовий склад 47-го моторизованого корпусу
Формування управління, забезпечення та підтримки
- 130-те артилерійське командування (Arko 130),
- 447-ме управління корпусного постачання (Korps-Nachschubtruppen 447);
- 447-й корпусний батальйон зв'язку (Korps-Nachrichten-Abteilung 447);
- 447-й взвод фельджандармерії (Feldgendarmerie-Trupp 447);
- 447-й топографічний відділ корпусу (Korps-Kartenstelle 447);
- 447-й Східний батальйон (Ost Bataillon 447).

- 17-та танкова дивізія (17. Panzer-Division);
- 18-та танкова дивізія (18. Panzer-Division);
- 29-та піхотна дивізія (29. Infanterie-Division);
- 167-ма піхотна дивізія (167. Infanterie-Division).

- 17-та танкова дивізія;
- 18-та танкова дивізія.

- 17-та танкова дивізія;
- 18-та танкова дивізія;
- 29-та моторизована дивізія (29. Infanterie-Division (mot.).

- 18-та танкова дивізія;
- 10-та моторизована дивізія (10. Infanterie-Division (mot.);
- 25-та моторизована дивізія (25. Infanterie-Division (mot.);
- 29-та моторизована дивізія (29. Infanterie-Division (mot.).

- 17-та танкова дивізія;
- 18-та танкова дивізія;
- 25-та моторизована дивізія;
- 29-та моторизована дивізія.

- 4-та танкова дивізія (Група Ебербаха) (Gruppe Eberbach (4. Panzer-Division);
- 134-та піхотна дивізія (134. Infanterie-Division);
- піхотний полк «Гроссдойчланд» (Infanterie-Regiment "Groß-Deutschland");
- 692-й піхотний полк (Infanterie-Regiment 692);
- Група фон Стенкоффа (Gruppe v. Stenkhoff (Stab Pz.J.Abt. 529)

- 4-та танкова дивізія;
- 17-та танкова дивізія;
- 18-та танкова дивізія;
- 208-ма піхотна дивізія (208. Infanterie-Division);
- 211-та піхотна дивізія (211. Infanterie-Division);
- 339-та піхотна дивізія (339. Infanterie-Division);
- 71-й піхотний полк (Infanterie-Regiment 71);
- 396-й піхотний полк (Infanterie-Regiment 396);
- 747-й піхотний полк (Infanterie-Regiment 747).

- 17-та танкова дивізія;
- 18-та танкова дивізія;
- 208-ма піхотна дивізія;
- 211-та піхотна дивізія;
- 339-та піхотна дивізія;
- 348-й піхотний полк (Infanterie-Regiment 348);
- 396-й піхотний полк.